# Шувалов Ігор Іванович
Ігор Іванович Шувалов (рос. Игорь Ива́нович Шува́лов, нар. 4 січня 1967, Білібіно, Чукотський автономний округ, Магаданська область, РРФСР) — російський державний діяч. Голова державної корпорації «Банк розвитку і зовнішньоекономічної діяльності» з 24 травня 2018.
Перший заступник голови Уряду РФ (з 12 травня 2008 за 18 травня 2018).
Раніше був:
- помічником президента РФ Путіна (2003—2008),
- головою Російського фонду федерального майна (1998—2000),
- заступником міністра державного майна РФ (1998),
- головою ради директорів Совкомфлоту до липня 2010.

Кандидат юридичних наук.

## Санкції
Ігор Шувалов підтримав законопроєкт з визнанням незалежності ДНР і ЛНР, також він підпримав дії влади з вторгненням РФ в Україну разом. Ігор  Шувалов разом зі своєю сім'єю (дружиною і двома дітьми) потрапив під персональні санкції ЄС, Великої Британії, Канади, США та деяких інших країн.
З 23 лютого 2022 року перебуває під санкціями всіх країн Європейського союзу.
З 3 березня 2022 року перебуває під санкціями Великої Британії.
З 3 березня 2022 року перебуває під санкціями Сполучених Штатів Америки.
З 24 лютого 2022 року перебуває під санкціями Канади.
З 25 лютого 2022 року перебуває під санкціями Швейцарії.
З 14 березня 2022 року перебуває під санкціями Австралії.
З 25 березня 2022 року перебуває під санкціями Японії.
Указом президента України Володимира Зеленського від 19 жовтня 2022 року перебуває під санкціями України.
З 5 квітня 2022 року перебуває під санкціями Нової Зеландії.